# British Hard Court Championships 1975
Il British Hard Court Championships 1975 è stato un torneo di tennis giocato sulla terra rossa. È stata l'8ª edizione del torneo, facente parte del Commercial Union Assurance Grand Prix 1975 per il maschile e dei Tornei di tennis femminili indipendenti nel 1975 per il femminile. Si è giocato a Bournemouth in Gran Bretagna dal 12 al 18 maggio 1975.

## Campioni

### Singolare maschile
Manuel Orantes ha battuto in finale  Patrick Proisy con il punteggio di 6–3, 4–6, 6–2, 7–5

### Doppio maschile
Juan Gisbert /  Manuel Orantes hanno battuto in finale  Syd Ball /  Dick Crealy con il punteggio di 8–6, 6–3

### Singolare femminile
Janet Newberry ha battuto in finale   Terry Holladay con il punteggio di 7–9, 7–5, 6–3

### Doppio femminile
Lesley Charles /  Sue Mappin hanno battuto in finale   Delina Ann Boshoff /  Greer Stevens con il punteggio di 6–3, 6–3